# Rodinný dům

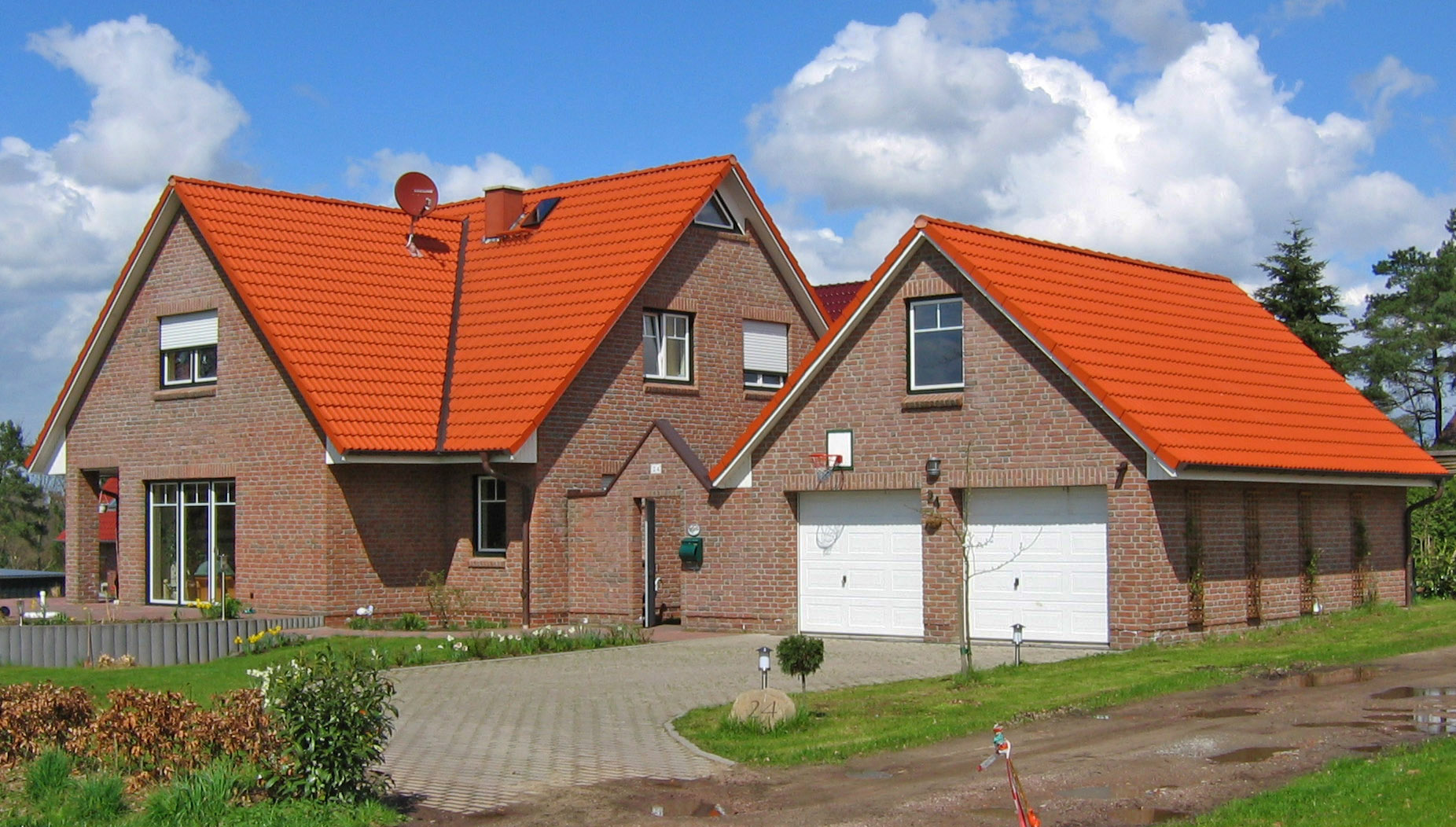
Rodinný dům s volně stojící garáží (Německo)

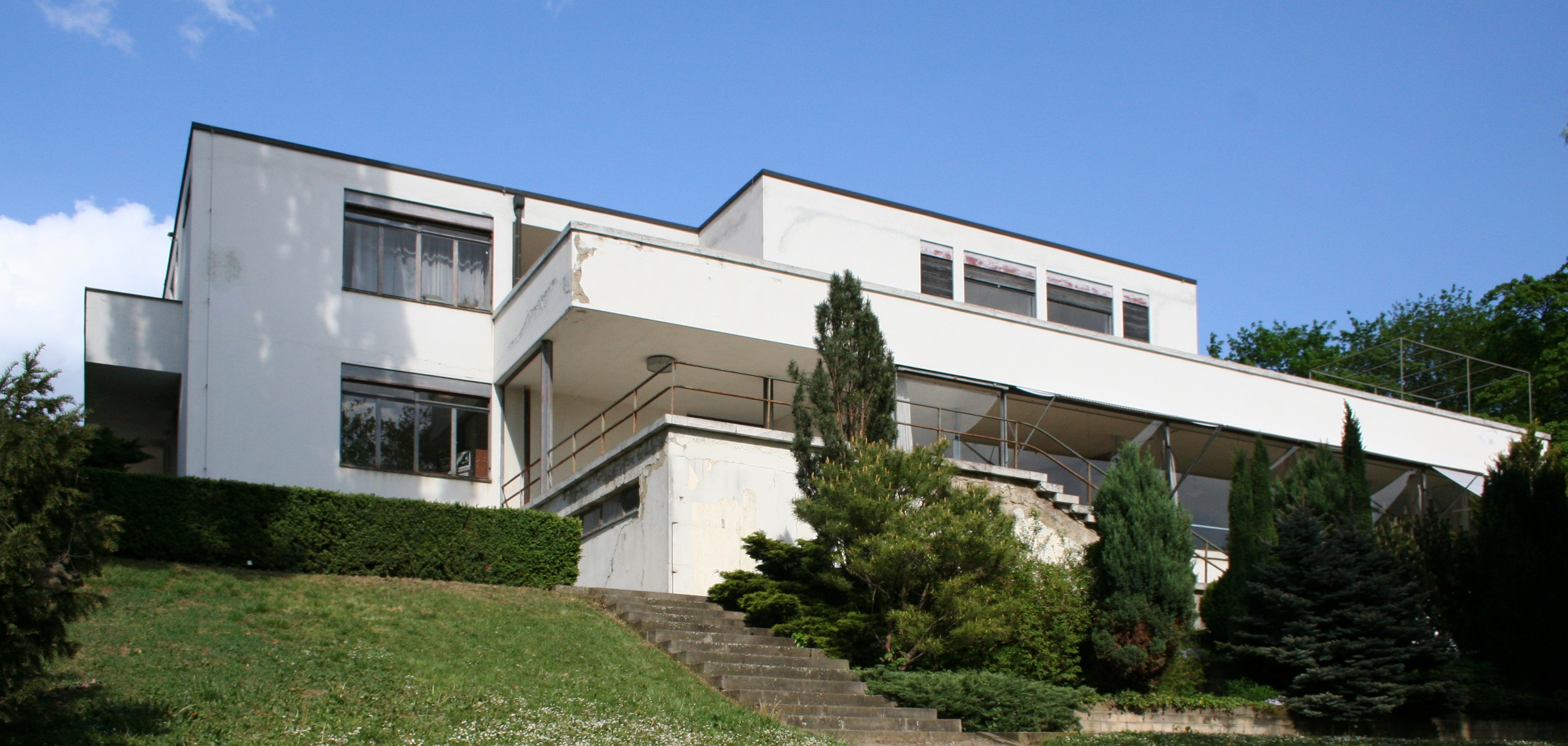
Luxusní rodinný dům (vila Tugendhat v Brně)

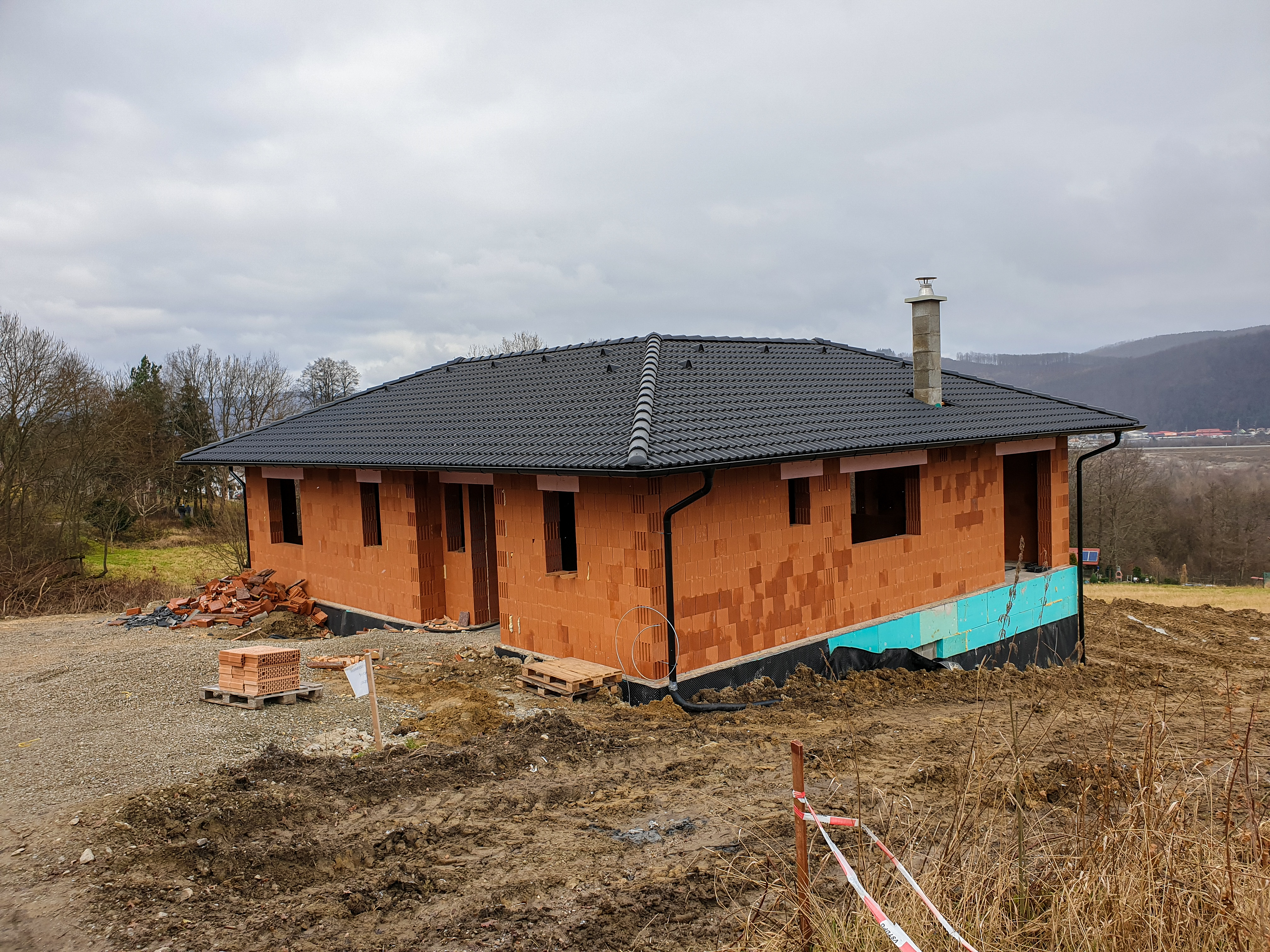
Stavba rodinného domu na Slovensku v roce 2020

Rodinný dům je samostatně stojící menší rezidenční budova; rozdílem oproti bytovému domu je, že v ní typicky žije jen jedna rodina nebo skupina osob, která tvoří společně jednu domácnost.
Jako vila se v češtině zpravidla označuje takový rodinný dům, který má kromě bydlení též funkci společenskou a reprezentační a zajímavější architektonické řešení. Rozdíl mezi vilou a rodinným domem není jednoznačně definován a lze jej určovat spíše citem, přičemž rozdíl tkví ve velikosti domu a společenském postavení stavebníka.

## Česká definice
Podle českého stavebního zákona (č. 283/2021 Sb., § 13, odst. c) je rodinným domem stavba pro bydlení, ve které více než polovina podlahové plochy slouží bydlení, a která má nejvýše tři samostatné byty, nejvýše dvě nadzemní a jedno podzemní podlaží a podkroví, nebo třetí nadzemní podlaží ustoupené od vnějšího líce obvodové stěny budovy orientované k uliční čáře alespoň o 2 metry.
Podle technické normy ČSN 73 4301 je rodinný dům menší samostatná budova o nejvýše dvou nadzemních a jednom podzemním podlaží a podkroví určená k bydlení, v níž je více než polovina podlahové plochy místností a prostorů určena k bydlení; obsahuje maximálně tři byty.
Bytová jednotka je tedy i v rodinném domě.

## Typy
Podle urbanistické skladby můžeme dělit rodinné domy na samostatně stojící (neboli izolované), dvojdomy, čtyřdomy, řadové, atriové či terasové. Urbanistické uspořádání zásadně ovlivňuje cenu domu (kvůli rozdílně velkým pozemkům, různě rozsáhlé technické infrastruktuře - délky potrubí, kabelů apod. atd.). Proto je důležité si určit a rozmyslet priority při návrhu/koupi.
Podle polohy v urbanistické struktuře osídlení můžeme dělit rodinné domy na městské, příměstské a venkovské. Obvykle se rodinné domy ve městě dispozičně i architektonicky liší od rodinných domů postavených na vesnici.
Podle způsobu využití můžeme dělit rodinné domy na rezidenční (sloužící pouze k bydlení) a polyfunkční (sloužící k bydlení a nějaké doplňkové činnosti - např. na pozemku ještě kancelář/ordinace/objekty pro chov hospodářských zvířat apod.).

## Hodnocení
Moderní městský rodinný dům vznikl v 19. století ze snahy kombinovat přednosti městského a venkovského způsobu života. Obvykle poskytuje vysokou úroveň bydlení, pohodlí i soukromí, je však poměrně nákladný a energeticky náročný. Ve velkých čtvrtích rodinných domů se zahradami, které tvoří okrajové čtvrti a předměstí velkých měst, rostou náklady na budování i údržbu inženýrských sítí. Vzhledem k malé hustotě osídlení se tu také obtížně zajišťuje veřejná doprava. Obyvatelé se do měst dopravují individuálně auty, což komplikuje městskou dopravu.

## Povinnosti majitelů
Od roku 2021 má začít povinnost vlastníků rodinných domů doložit vodoprávnímu úřadu nebo České inspekci životního prostředí odvoz obsahu jímek (žump) do čistírny odpadních vod. V potvrzení má být uvedeno mimo jiné o kterou jímku šlo, množství odvezeného odpadního obsahu a do jaké čístírny byl obsah odvezen.

## Příklady

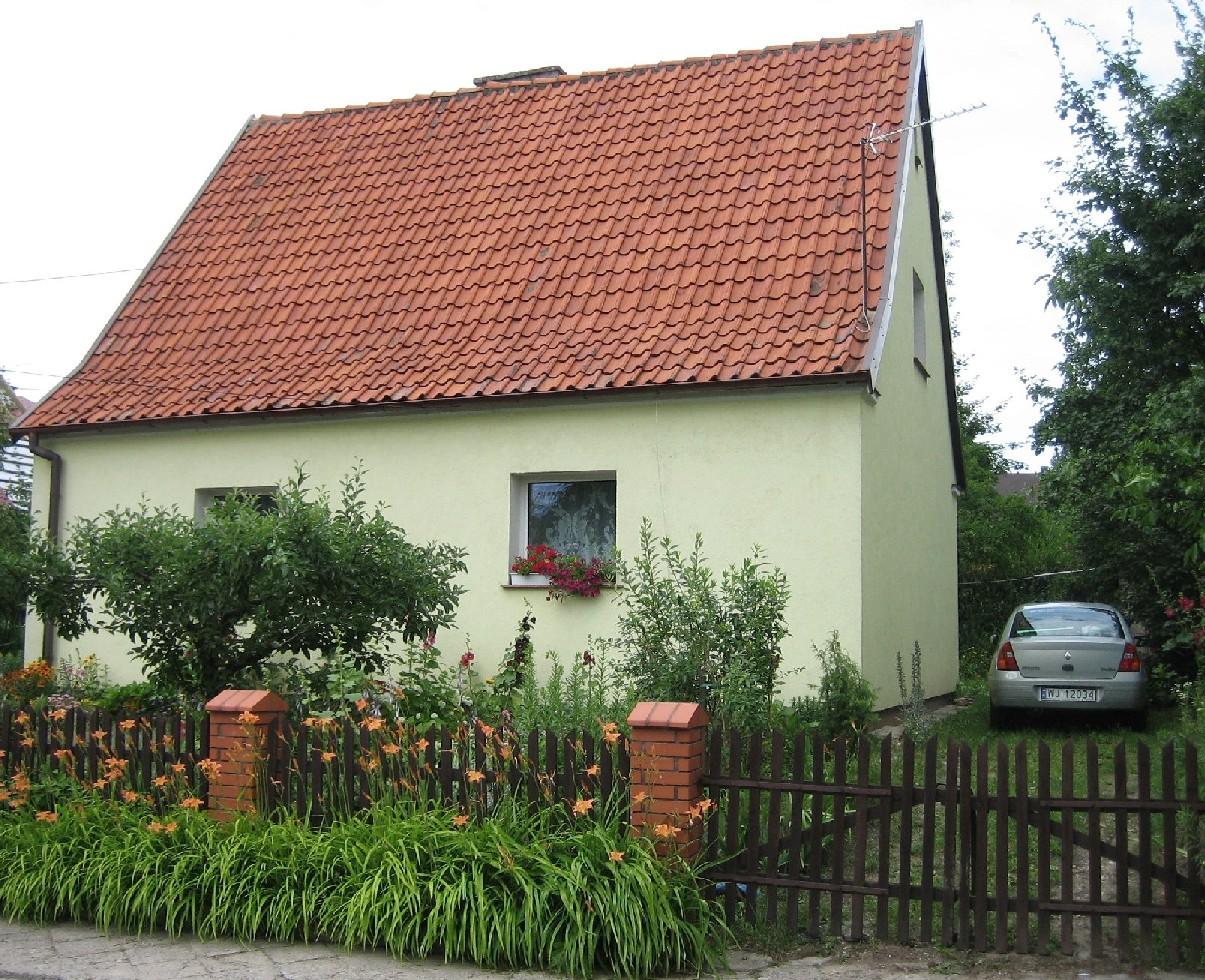
Typizovaný rodinný domek (Polsko)
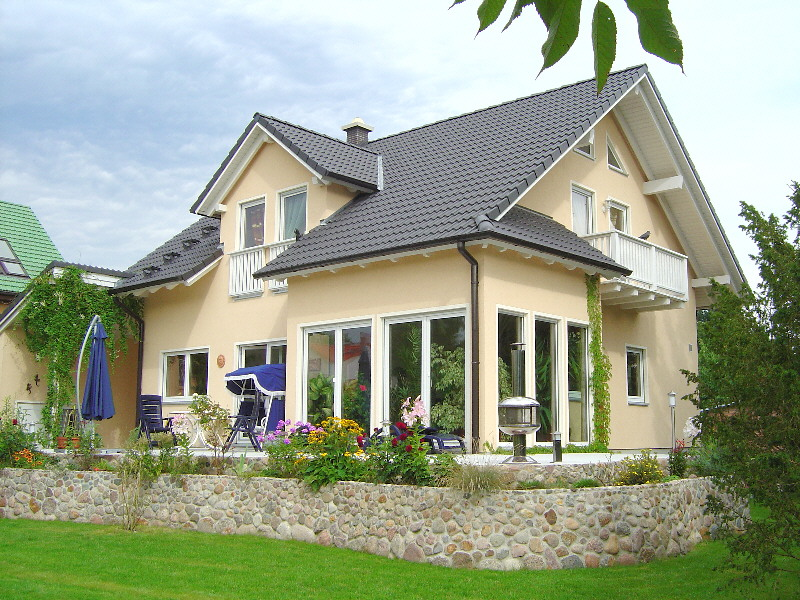
Montovaný dům (Německo)
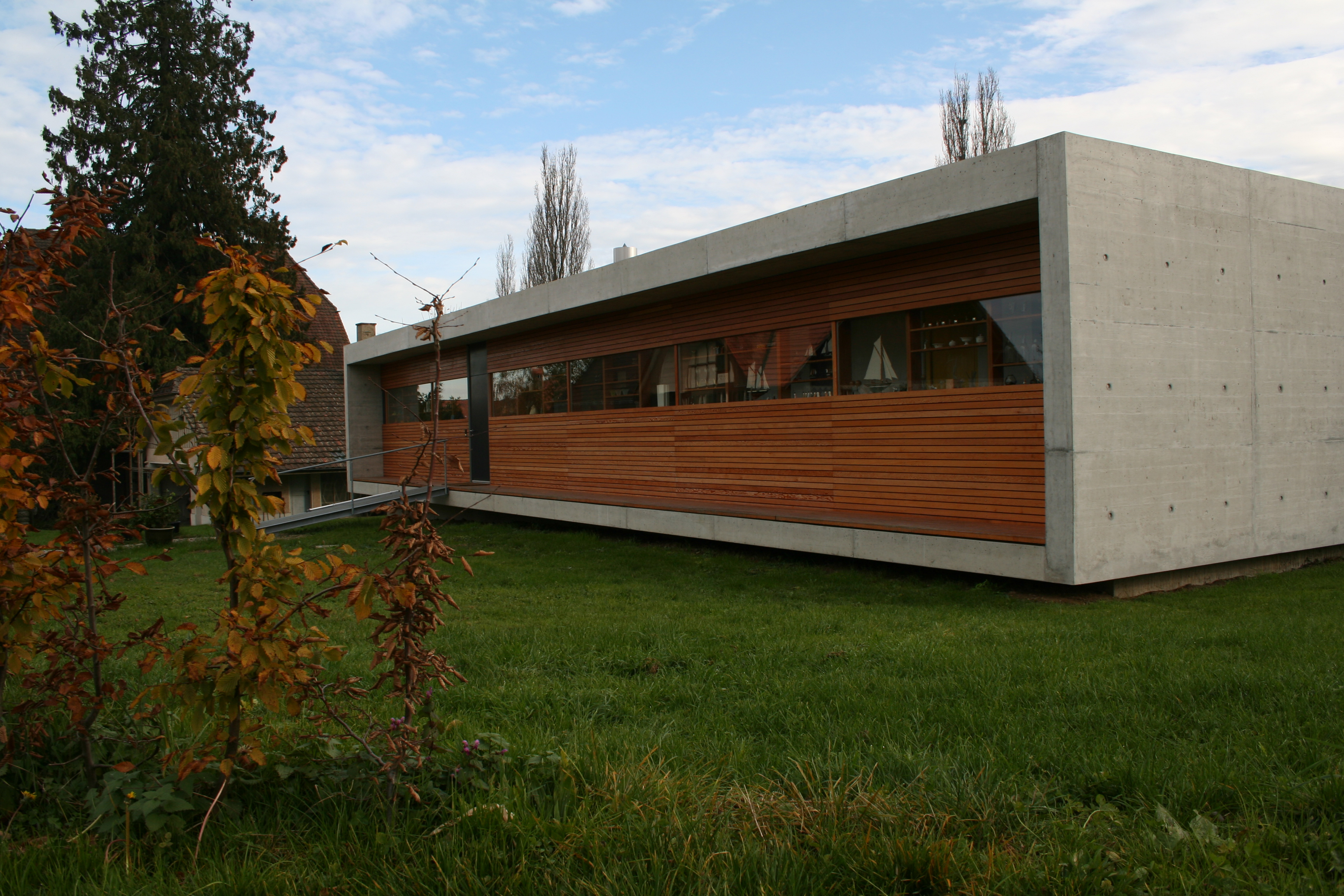
Současný moderní rodinný dům (Švýcarsko)
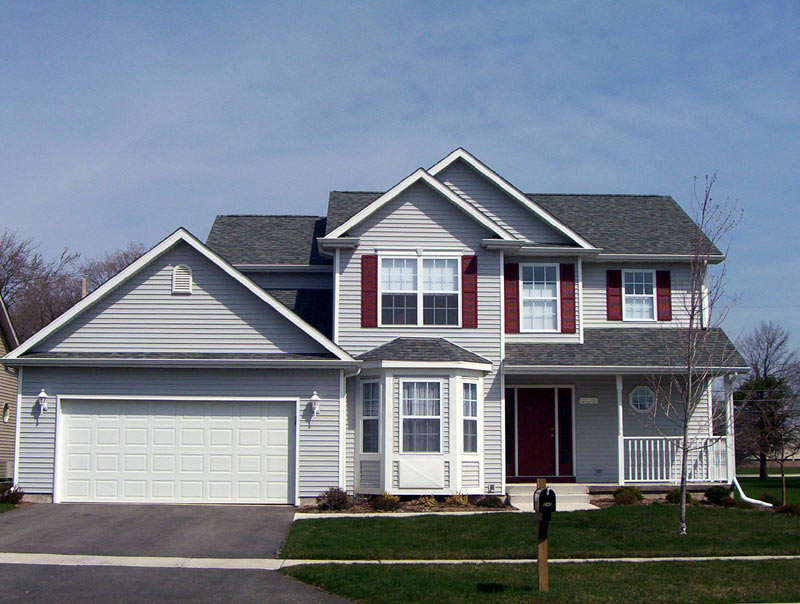
Velký rodinný dům v USA